# Pombeiro de Ribavizela
Pombeiro de Ribavizela é uma povoação portuguesa sede da Freguesia de Pombeiro de Ribavizela do Município de Felgueiras, freguesia com 4,81 km² de área e 2073 habitantes (censo de 2021), tendo, por isso, uma densidade populacional de 431 hab./km².
Constituiu o couto de Pombeiro entre 1112 e o início do século XIX.

## Demografia
A população registada nos censos foi:
| Distribuição da População por Grupos Etários | Distribuição da População por Grupos Etários | Distribuição da População por Grupos Etários | Distribuição da População por Grupos Etários | Distribuição da População por Grupos Etários |
| -------------------------------------------- | -------------------------------------------- | -------------------------------------------- | -------------------------------------------- | -------------------------------------------- |
| Ano                                          | 0-14 Anos                                    | 15-24 Anos                                   | 25-64 Anos                                   | > 65 Anos                                    |
| 2001                                         | 484                                          | 355                                          | 1108                                         | 195                                          |
| 2011                                         | 370                                          | 331                                          | 1242                                         | 275                                          |
| 2021                                         | 261                                          | 249                                          | 1219                                         | 344                                          |

## Património
- Mosteiro de Pombeiro
- Cruzeiro (Felgueiras)

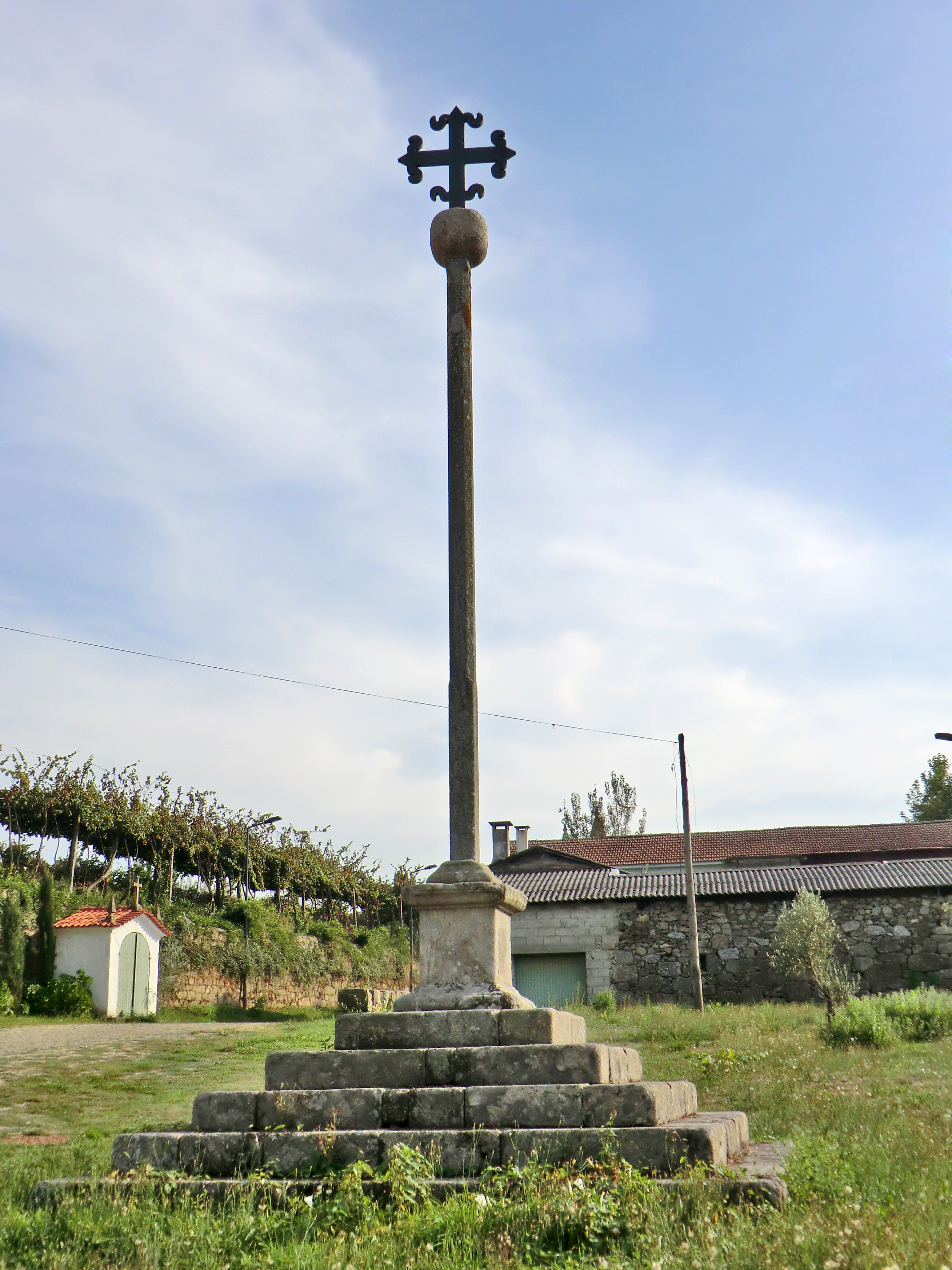
Cruzeiro do cemitério de Pombeiro

- Paço de Pombeiro de Riba Vizela ou Casa do Paço (Em Vias de Classificação como MIP)